# William J. Fetterman
William Judd Fetterman (New London, 1833 – Fort Phil Kearny, 21 dicembre 1866) è stato un militare e ufficiale statunitense; molto attivo durante la Guerra di secessione e sulle Grandi Pianure indiane, si distinse in particolare durante la Guerra di Nuvola Rossa, dove venne ucciso, insieme ad 80 suoi uomini, in una battaglia a lui stesso intitolata.

## Primi anni
William Judd Fetterman nacque probabilmente a New London, Connecticut, nel 1833; anche l'anno di nascita è ancora oggi incerto, così come non si sa anche il giorno preciso. Suo padre era un ufficiale dell'esercito americano di origini olandesi (e forse anche tedesche), proveniente dalla Pennsylvania.

## Carriera militare
Fetterman si arruolò nell'esercito unionista, il 14 maggio 1861, per il Delaware e fu prontamente nominato primo sottotenente. Servì il Primo Battaglione del 18º Reggimento di Fanteria degli Stati Uniti per tutta la durata della guerra ed è stato due volte premiato per la sua brillante condotta, terminando la guerra come tenente colonnello dei Volontari.
Dopo la guerra, scelse di rimanere nell'esercito regolare e fu assegnato come capitano del secondo battaglione del 18º Reggimento di Fanteria. Nel novembre 1866, il reggimento era di stanza a Fort Phil Kearny, con il compito di proteggere gli immigrati che viaggiavano verso i campi dorati del territorio del Montana, lungo la Bozeman Trail. Fetterman si vantava che, con 80 soldati, avrebbe potuto attraversare le terre Sioux senza problemi.
Il 21 dicembre 1866, una gran numero di Cheyenne e Sioux, guidato dal famoso Nuvola Rossa ed affiancato da un allora giovane Cavallo Pazzo, attaccò un convoglio ferroviario vicino al forte sopracitato. Nonostante la sua scarsa familiarità con le condizioni di frontiera ed i metodi di combattimento degli indiani, Fetterman prese il comando di un reggimento composto dall'ex quartiermastro di battaglione, il capitano Frederick Brown, il secondo tenente George Grummond, 49 truppe arruolate nella 18ª fanteria, 27 uomini della 2º cavalleria e 2 esploratori civili, per un totale di 80 uomini. Ignorando i suoi ordini di non avventurarsi oltre la Lodge Trail Ridge, lontano dalla vista a distanza dal forte il quale lo avrebbe potuto ulteriormente supportare, Fetterman inseguì una piccola banda di Sioux e fu attirato in un'imboscata. Si trovò di fronte a circa 2.000 indiani. Nel giro di 20 minuti, Fetterman ed il suo comando vennero massacrati.

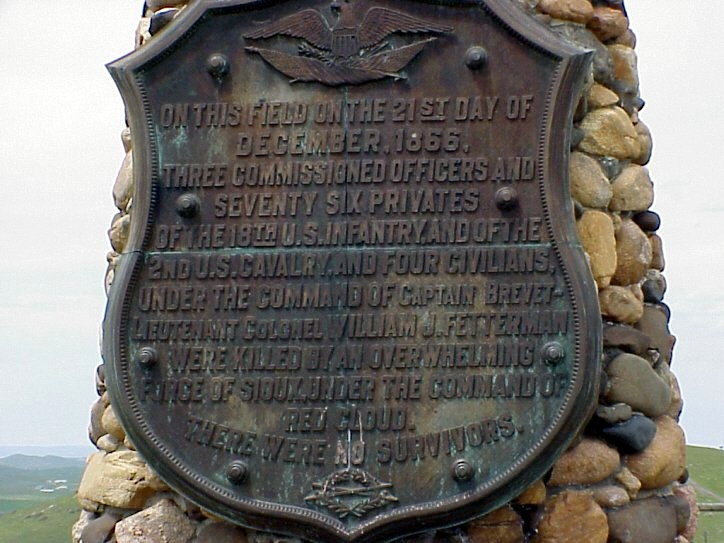
Placca posta sul sito del massacro.

La Battaglia di Fetterman, una volta concretizzata, fu la seconda più grande battaglia condotta nella storia delle Guerre indiane, dopo la Battaglia di Little Bighorn dove vennero massacrati George Armstrong Custer ed i suoi uomini nel 1876. Henry B. Carrington, sopravvissuto allo scontro, venne accusato come principale artefice del disastro e di conseguenza fu radiato ed esonerato dall'esercito.
La tomba di Fetterman è ancora oggi locata nel Little Bighorn Battlefield National Monument. Fetterman non si sposò mai e non lasciò diretti eredi. La madre fu l'unica beneficiaria dei suoi averi e della sua postuma pensione.

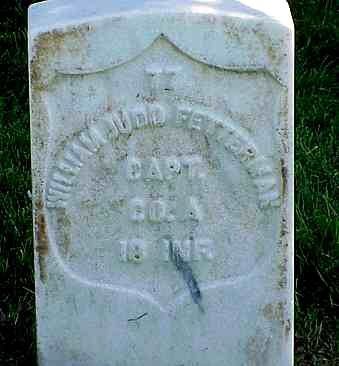
Lapide della tomba di Fetterman.